# Maurycy Hertz (fabrykant)
Maurycy Hertz (ur. 26 stycznia lub 2 lutego 1876 w Łodzi, zm. 1943) – łódzki fabrykant i prawnik pochodzenia żydowskiego, honorowy członek Łódzkiego Klubu Sportowego.

## Życiorys
Hertz ukończył naukę w gimnazjum w Łodzi, następnie na wydziale prawnym Uniwersytetu Warszawskiego w 1900, a następnie ukończył studia ekonomiczne w Berlinie (1901–1902). W latach 1902–1905 służył w wojsku rosyjskim. W latach 1905–1910 był dyrektorem spółki akcyjnej I. K. Poznański w Łodzi, oraz dyrektorem zarządu spółki akcyjnej „Chłopok” w Moskwie. Od 1912 był organizatorem, głównym akcjonariuszem i dyrektorem zarządzającym, założonej w 1912 w Ogrodzieńcu, cementowni – Towarzystwa Akcyjnego Przemysłu Cementowego „Wiek”. Fabryka zatrudniała w latach 1913–1920 – 350 pracowników, a po 1920 roku – 410. W latach 1913–1920 cementownia wyprodukowała ok. 240 tys. ton cementu, a od w latach 1920–1927 około 560 tys. ton cementu. W 1938 był prezesem zarządu cementowni. W okresie od 1933 do 1936 był członkiem zarządu spółki akcyjnej I. K. Poznański w Łodzi, zatrudniającego w 1936 5 tys. pracowników i posiadającego kapitał zakładowy w wysokości 28,5 mln zł i produkującego rocznie 33 mln metrów tkanin, był również członkiem rady nadzorczej Banku Dyskontowego w Warszawie.
W 1912 został honorowym członkiem ŁKS-u, w podziękowaniu za utworzenie pierwszego, historycznego boiska klubu przy ul. Srebrzyńskiej 37/39 w Łodzi. Był także członkiem protektorem ŁKS-u.
Był członkiem rzeczywistym Polskiego Towarzystwa Teatralnego, w ramach którego należał do komisji zbierającej składki na budowę Teatru Polskiego w Łodzi.

### Życie prywatne
Był synem Jakuba Hertza i Anny z d. Poznańskiej, wnukiem Izraela Poznańskiego. Miał dwoje dzieci, Ignacego Leona Hertza (1911–1944) – porucznika poległego w bitwie pod Falaise i Julię Renatę Hertz (ur. 1912). Jego żoną była Aleksandra Hertz (ur. 1891), z domu Berson. W 1921 mieszkał przy al. 1-Maja 6 w Łodzi.
Mylnie podaje się datę śmierci Hertza jako 1931, pomimo że działał jako przedsiębiorca do końca lat 30. XX w. Pomyłka może wynikać z myleniem fabrykanta z lekarzem – Maurycym Hertzem, zmarłym w 1931.